# ثيخين (مرسية)
بلدية ثيخين (بالإسبانية: Cehegín) هي بلدية تقع في منطقة مرسية جنوب شرق إسبانيا.

## الديموغرافيا
بلغ عدد سكان بلدية ثيخين 16.286 نسمة عام 2011 (وفقاً للمعهد الوطني الإسباني للإحصاء).
| 14.085 | 14.077 | 14.502 | 15.254 | 15.798 | 16.235 | 16.286 |

## توأمة
لثيخين (مرسية) اتفاقيات توأمة مع كل من:
- ماتارو
- بيزنسون

## أعلام
- آنا كاراسكو
- خوسيه ديفيد دي جيا